# Willy Claes
Willem Werner Hubert Claes, dit Willy Claes, né le 24 novembre 1938 à Hasselt en Belgique, est un homme politique belge, membre du parti socialiste flamand, ministre d'État nommé en 1983.

## Biographie
Fils de chef d'orchestre, Willy Claes commence sa carrière politique en tant que conseiller communal de Hasselt en 1964, il est élu député à la Chambre des représentants quatre ans plus tard. 
Il accède pour la première fois à une fonction ministérielle en 1972 au poste de l’éducation dans le gouvernement de Gaston Eyskens. Nommé ministre des Affaires économiques en 1973, dans le gouvernement d'Edmond Leburton, il est à l’initiative des mesures de restrictions énergétiques rendues nécessaires par le premier choc pétrolier, diminution du chauffage dans les établissements publics, interdiction d’éclairage des enseignes et vitrines la nuit, limitation à 100 km/h de la vitesse autorisée sur autoroute et dimanches sans voitures.
Il sera encore ministre des Affaires économiques à plusieurs reprises, de 1977 à 1982, et de 1988 à 1992 dans les gouvernements successifs de Léo Tindemans, Mark Eyskens et Wilfried Martens. Il siégea pendant la 47e législature de la Chambre des représentants de Belgique. En 1992, il est élu président du parti socialiste européen, et devient vice-premier ministre et ministre des Affaires étrangères dans le gouvernement présidé par Jean-Luc Dehaene.
En avril 1994, pendant le génocide des Tutsi au Rwanda, il œuvre pour le retrait des casques bleus belges du Rwanda et après pour le retrait total de tous les casques bleus de l'ONU, pendant que le génocide planifié continuait. Il sera remplacé à ce poste par Frank Vandenbroucke en 1994 année de sa nomination à l'OTAN.
Secrétaire général de l'OTAN du 17 octobre 1994 au 20 octobre 1995 (poste auquel il succédait à Manfred Wörner), il dut démissionner de ce poste après avoir été mis en cause dans une affaire de corruption relative à l'achat d'hélicoptères par la défense nationale belge (l'affaire Agusta) quand il était ministre des Affaires économiques. Il fut remplacé par Javier Solana. La Cour de cassation (compétente pour les affaires impliquant des ministres) condamnera le 23 décembre 1998 Willy Claes à trois ans de prison avec sursis et interdiction de cinq ans d'exercice d'une fonction publique. En 2018, il affirme que l'Opus Dei a influencé les juges pendant le procès.
Lors de la crise politique de l'été 2007, Willy Claes a fait partie des ministres d'État consultés officiellement par le roi Albert II au château du Belvédère pour sortir de la crise.
Depuis février 2007, il est administrateur indépendant du conseil d'administration de la chaîne de grands magasins Carrefour Belgium.

## Distinctions
- Citoyen d'honneur de Liège[5]